# Tommi Mäkinen
Tommi Antero Mäkinen (Puuppola, 1964. június 26. –) finn autóversenyző. Négyszeres rali-világbajnok (1996, 1997, 1998, 1999), pályafutása során 24 rali-világbajnoki futamot nyert.

## Pályafutása
1988-ban megnyerte az N csoportos Finn ralibajnokságot. Első rali-világbajnoki győzelmét 1994-ben, Finnországban szerezte egy Ford Escort RS Cosworth volánja mögött. 1996 és 1999 között négyszer nyerte meg a világbajnokságot a RalliART színeiben. Ezt a teljesítményt rajta kívül csak Juha Kankkunen és Sebastien Loeb tudta véghezvinni. 2003-ban, 139 futammal, 24 győzelemmel és 362 szakasz győzelemmel a háta mögött búcsúzott a világbajnokságtól.

## Teljes rali-világbajnoki eredménylistája
| Év   | Csapat                       | Autó                        | 1       | 2       | 3       | 4       | 5       | 6       | 7       | 8       | 9       | 10      | 11      | 12      | 13      | 14      | Hely. | Pont |
| ---- | ---------------------------- | --------------------------- | ------- | ------- | ------- | ------- | ------- | ------- | ------- | ------- | ------- | ------- | ------- | ------- | ------- | ------- | ----- | ---- |
| 1987 | Tommi Mäkinen                | Lancia Delta HF 4WD         | MON     | SWE     | POR     | KEN     | FRA     | GRC     | USA     | NZL     | ARG     | FIN Ret | CIV     | ITA     | GBR     |         | -     | 0    |
| 1988 | Tommi Mäkinen                | Lancia Delta HF 4WD         | MON     | SWE     | POR     | KEN     | FRA     | GRC     | USA     | NZL     | ARG     | FIN Ret | CIV     | ITA     |         |         | -     | 0    |
| 1988 | Mu-Uutiset 4 Rombi Corse     | Lancia Delta Integrale      |         |         |         |         |         |         |         |         |         |         |         |         | GBR Ret |         | -     | 0    |
| 1989 | Tommi Mäkinen                | Lancia Delta Integrale      | SWE Ret | MON     | POR     | KEN     | FRA     | GRC     | NZL     | ARG     | FIN Ret | AUS     | ITA     | CIV     | GBR     |         | -     | 0    |
| 1990 | Pro Sport Rally Team         | Mitsubishi Galant VR-4      | MON     | POR     | KEN     | FRA     | GRC     | NZL 6   | ARG     | FIN 11  | AUS 7   | ITA 13  | CIV     | GBR Ret |         |         | 24    | 10   |
| 1991 | Promoracing Finland          | Ford Sierra RS Cosworth 4x4 | MON     | SWE 13  |         |         |         |         |         |         |         |         |         |         |         |         | 31    | 8    |
| 1991 | Tommi Mäkinen                | Ford Sierra RS Cosworth 4x4 |         |         | POR Ret | KEN     | FRA     | GRC     |         |         |         |         |         |         |         |         | 31    | 8    |
| 1991 | Promoracing Finland          | Mitsubishi Galant VR-4      |         |         |         |         |         |         | NZL Ret | ARG     |         |         |         |         |         |         | 31    | 8    |
| 1991 | Mazda Rally Team Europe      | Mazda 323 GTX               |         |         |         |         |         |         |         |         | FIN 5   | AUS     | ITA     | CIV     | ESP     | GBR Ret | 31    | 8    |
| 1992 | Nissan Motorsports Europe    | Nissan Sunny GTI-R          | MON 9   | SWE     | POR Ret | KEN     | FRA     | GRC     | NZL     | ARG     | FIN Ret | AUS     | ITA     | CIV     | ESP     | GBR 8   | 40th  | 5    |
| 1993 | Astra                        | Lancia Delta HF Integrale   | MON     | SWE 4   | POR     | KEN     | FRA     | GRE 6   | ARG     | NZL     | FIN 4   | AUS     | ITA     | ESP     | GBR     |         | 10    | 26   |
| 1994 | Nissan F2                    | Nissan Sunny GTI            | MON     | POR Ret | KEN     | FRA     | GRE     | ARG     | NZL     |         |         | GBR 9   |         |         |         |         | 10    | 22   |
| 1994 | Ford Motor Co                | Ford Escort RS Cosworth     |         |         |         |         |         |         |         | FIN 1   |         |         |         |         |         |         | 10    | 22   |
| 1994 | Mitsubishi Ralliart          | Mitsubishi Lancer Evo II    |         |         |         |         |         |         |         |         | ITA Ret |         |         |         |         |         | 10    | 22   |
| 1995 | Mitsubishi Ralliart          | Mitsubishi Lancer Evo II    | MON 4   | SWE 2   |         |         |         |         |         |         |         |         |         |         |         |         | 5     | 38   |
| 1995 | Mitsubishi Ralliart          | Mitsubishi Lancer Evo III   |         |         | POR     | FRA 8   | NZL Ret | AUS 4   | ESP Ret | GBR Ret |         |         |         |         |         |         | 5     | 38   |
| 1996 | Mitsubishi Ralliart          | Mitsubishi Lancer Evo III   | SWE 1   | KEN 1   | IDN Ret | GRE 2   | ARG 1   | FIN 1   | AUS 1   | ITA Ret | ESP 5   |         |         |         |         |         | 1     | 123  |
| 1997 | Mitsubishi Ralliart          | Mitsubishi Lancer Evo IV    | MON 3   | SWE 3   | KEN Ret | POR 1   | ESP 1   | FRA Ret | ARG 1   | GRE 3   | NZL Ret | FIN 1   | IDN Ret | ITA 3   | AUS 2   | GBR 6   | 1     | 63   |
| 1998 | Mitsubishi Ralliart          | Mitsubishi Lancer Evo IV    | MON Ret | SWE 1   | KEN Ret | POR Ret |         |         |         |         |         |         |         |         |         |         | 1     | 58   |
| 1998 | Mitsubishi Ralliart          | Mitsubishi Lancer Evo V     |         |         |         |         | ESP 3   | FRA Ret | ARG 1   | GRE Ret | NZL 3   | FIN 1   | ITA 1   | AUS 1   | GBR Ret |         | 1     | 58   |
| 1999 | Marlboro Mitsubishi Ralliart | Mitsubishi Lancer Evo VI    | MON 1   | SWE 1   | KEN DSQ | POR 5   | ESP 3   | FRA 6   | ARG 4   | GRE 3   | NZL 1   | FIN Ret | CHN Ret | ITA 1   | AUS 3   | GBR Ret | 1     | 62   |
| 2000 | Marlboro Mitsubishi Ralliart | Mitsubishi Lancer Evo VI    | MON 1   | SWE 2   | KEN Ret | POR Ret | ESP 4   | ARG 3   | GRE Ret | NZL Ret | FIN 4   | CYP 5   | FRA Ret | ITA 3   | AUS DSQ | GBR 3   | 5     | 36   |
| 2001 | Marlboro Mitsubishi Ralliart | Mitsubishi Lancer Evo 6.5   | MON 1   | SWE Ret | POR 1   | ESP 3   | ARG 4   | CYP Ret | GRE 4   | KEN 1   | FIN Ret | NZL 8   |         |         |         |         | 3     | 41   |
| 2001 | Marlboro Mitsubishi Ralliart | Mitsubishi Lancer Evo WRC   |         |         |         |         |         |         |         |         |         |         | ITA Ret | FRA Ret | AUS 6   | GBR Ret | 3     | 41   |
| 2002 | 555 Subaru World Rally Team  | Subaru Impreza WRC2001      | MON 1   | SWE Ret |         |         |         |         |         |         |         |         |         |         |         |         | 8     | 22   |
| 2002 | 555 Subaru World Rally Team  | Subaru Impreza WRC2002      |         |         | FRA Ret | ESP Ret | CYP 3   | ARG Ret | GRE Ret | KEN Ret | FIN 6   | GER 7   | ITA Ret | NZL 3   | AUS DSQ | GBR 4   | 8     | 22   |
| 2003 | 555 Subaru World Rally Team  | Subaru Impreza WRC2003      | MON Ret | SWE 2   | TUR 8   | NZL 7   | ARG Ret | GRE 5   | CYP Ret | GER Ret | FIN 6   | AUS 6   | ITA 10  | FRA 7   | ESP 8   | GBR 3   | 8     | 30   |

## Külső hivatkozások
- Tommi Mäkinen Racing Ltd.